# ラナ・ウッド
ラナ・ウッド（Lana Wood、本名Svetlana Nikolaevna Gurdin、1946年3月1日 - ）は、アメリカ合衆国の女優。女優のナタリー・ウッドの妹にあたる。

## 略歴
カリフォルニア州サンタモニカでロシアから移民した両親の間に生まれた。子役として活動を始め、実質的な映画デビューは1956年に姉のナタリーと共に出演したジョン・フォード監督の『捜索者』であった。しばらくはテレビドラマのゲスト出演が多かったが、1966年から2シーズンの間、人気ドラマ『ペイトンプレイス物語』に出演する。1971年、雑誌「PLAYBOY」4月号で、グラビアを飾った。これが映画プロデューサーのアルバート・R・ブロッコリの目に留まり、『007 ダイヤモンドは永遠に』の出演に到る。

### プライベート
ラナは私生活では五回の結婚をし、いずれも離婚または無効に到っている。また、1981年に姉のナタリーが撮影中に事故死した後、ナタリーの思い出をつづった "Natalie:A Memoir by Her Sister" を著しているが、この中には『ダイヤモンドは永遠に』の撮影中に主演のショーン・コネリーと親密な関係にあったことも書かれている。

## 主な出演作品

### 映画
| 公開年 | 邦題 原題                                          | 役名                       | 備考       |
| ------ | -------------------------------------------------- | -------------------------- | ---------- |
| 1956   | 捜索者 The Searchers                               | デビー・エドワーズ（少女） |            |
| 1965   | ビーチ・ガール The Girls on the Beach              | ボニー                     |            |
| 1971   | 007 ダイヤモンドは永遠に Diamonds are Forever      | プレンティ・オトゥール     |            |
| 1972   | バイオレンス・シティ/権力の炎 A Place Called Today | キャロリン                 |            |
| 1976   | 女子大生恐怖の体験旅行 Nightmare in Badham County  | スミッティ                 | テレビ映画 |
| 1977   | リトル・レディ Little Ladies of the Night          | モーリーン                 | テレビ映画 |
| 1977   | 新バニシング IN 60" スピードトラップ Speedtrap     | ニュー・ブロッサム         |            |
| 1982   | ダーク・アイズ Satan's Mistress                    | リサ                       |            |

### テレビシリーズ
| 放映年    | 邦題 原題                             | 役名                   | 備考         |
| --------- | ------------------------------------- | ---------------------- | ------------ |
| 1965–1966 | The Long, Hot Summer                  | エウラ・ハーカー       | 26エピソード |
| 1966–1968 | ペイトンプレイス物語 Peyton Place     | サンディ               | 78エピソード |
| 1971      | 秘密捜査官オハラ O'Hara, U.S.Treasury | フラン・ハーパー       | 1エピソード  |
| 1972      | スパイ大作戦 Mission: Impossible      | マーシー・カーペンター | 1エピソード  |
| 1974      | 衝撃の告発!QBセブン QB VI             | スー・スキャンロン     | ミニシリーズ |

## 著書
- Natalie: A Memoir by Her Sister（1986）ISBN 0399129030